# Rudolf Scheinost

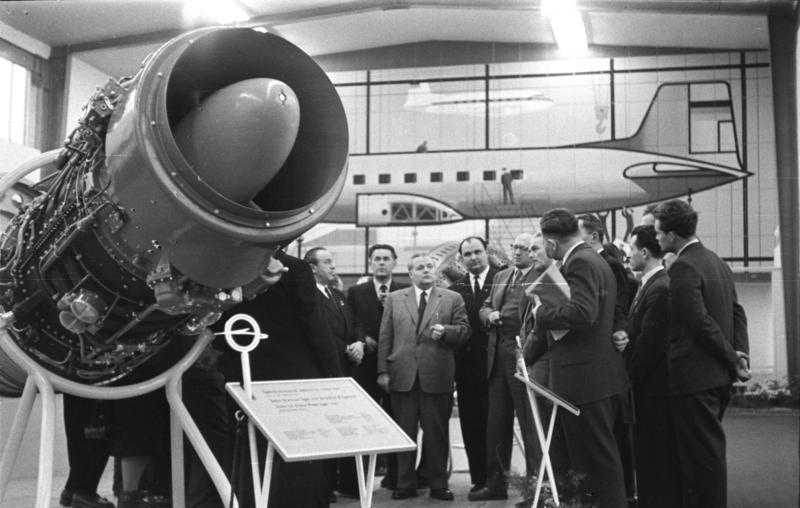
Der Chefkonstrukteur und Werkdirektor des VEB Entwicklungswerke Pirna, Prof. Ing. Scheinost (5.v.l.) erklärt den ausländischen Experten das Turbinenluftstrahltriebwerk für das Passagierflugzeug 152 (Leipzig, Frühjahrsmesse, 4. März 1958)

Rudolf Scheinost (* 29. August 1907 in Römerstadt, Österreich-Ungarn; † 2. Januar 1978 in Pirna, Kreis Pirna) war ein deutscher Ingenieur, Konstrukteur und Hochschullehrer, der entscheidenden Anteil an der Flugtriebwerksentwicklung in der DDR hatte.

## Leben und Wirken
Nach dem Schulabschluss studierte Scheinost von 1924 bis 1929 Maschinenbau an der Deutschen Technischen Hochschule Brünn. Danach blieb er bis 1936 als Assistenz an der Hochschule in Brünn, wo er 1935 zum Dr.-Ing. promovierte.
1937 ging Scheinost nach Deutschland und erhielt beim Flugmotorenwerk BMW in Berlin-Spandau er eine Anstellung als Werkstoffexperte und 1940 die Ernennung zum Oberingenieur. Nachdem das Strahlturbinenentwicklungswerk kriegsbedingt nach Staßfurt verlagert wurde, zog er von Berlin dorthin und leitete bis nach Kriegsende die Hauptabteilung Werkstoffforschung. 1946 wurde Scheinost von der sowjetischen Besatzungsmacht übernommen und arbeitete für diese bis 1954 in der Sowjetunion. 1955 wurde Scheinost beim VEB Entwicklungsbau Pirna in Pirna in der DDR Chefkonstrukteur und Werkdirektor. 1956 wurde er Lehrbeauftragter an der Technischen Hochschule Dresden, von 1957 bis 1961 war er dort Titularprofessor für „Konstruktion von Strahltriebwerken“. 1970 trat Scheinost in den vorzeitigen Ruhestand. Er lebte bis zuletzt in Pirna, wo er zu Jahresbeginn 1978 im Alter von 70 Jahren starb.

## Schriften (Auswahl)
- (mit Heinrich Wiegand): Einfluß der Einsatzhärtung auf die Biege- und Verdrehwechselfestigkeit von glatten und quergebohrten Probestäben. Düsseldorf 1939.